# アレッサンドロ・フスコ
アレッサンドロ・フスコ（Alessandro Fusco、1999年10月28日 - ）は、ユナイテッド・ラグビー・チャンピオンシップ、ゼブレ・パルマに所属するラグビーユニオン選手。

## プロフィール
- イタリア、ナポリ出身[1]。
- ポジションはスクラムハーフ(SH)。
- 身長 183cm、体重 85kg
- U20イタリア代表に選ばれたことがある[2]。
- 7人制イタリア代表に選ばれたことがある。
- イタリア代表キャップは17（2024年3月現在）でラグビーワールドカップ2023のイタリア代表に選ばれた[3]。

## 略歴
フィアンメ・オーロを経て、2020年、ゼブレ・パルマに加入。 